# Маллерстанг

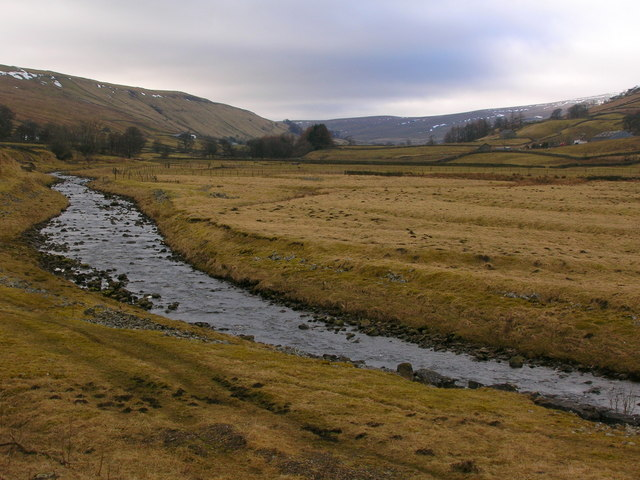
Река Иден на территории общины.

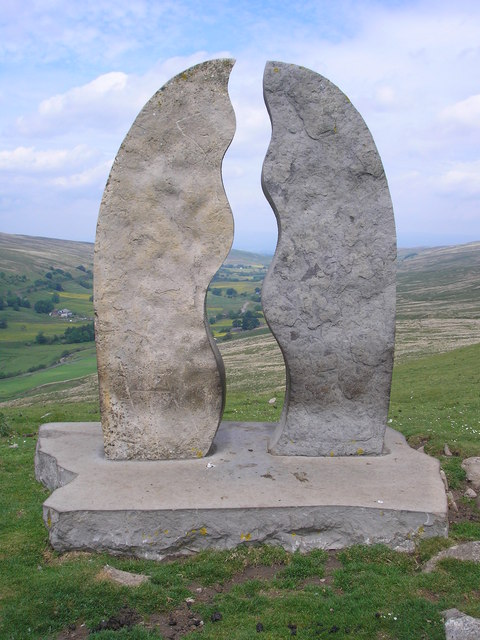
Скульптура «Water Cut».

Маллерстанг (англ. Mallerstang) — община на крайнем северо-западе Англии, входящая в состав церемониального графства Камбрия, а также, географически, верхняя часть долины реки Иден. Первоначально входила в состав графства Уэстморленд. На востоке граничит с национальным парком Йоркшир-Дейлс.
Община разбросана на 10 километров вдоль долины реки в виде отдельных домов и небольших деревушек, без центрального населённого пункта. Ранее эту роль выполняла крупнейшая из деревушек — Аутджил (англ. Outhgill), однако после закрытия сельского совета в 1960-х годах и почтового отделения в 1990-х, она утратила своё значение.
Наиболее заметным строением в долине является железнодорожная линия Сетл (англ. Settle) — Карлайл, построенная между 1869 и 1876 годами.